# 鬼ヶ島 (お笑いトリオ)
鬼ヶ島（おにがしま）は、プロダクション人力舎に所属する日本のお笑いトリオ。2004年結成。メンバーの入れ替わりを経て、2007年7月から現メンバーで活動。

## メンバー
野田 勉（のだ べん、1977年7月12日 - ）（48歳）
主に大ボケ担当、立ち位置は向かって左。
- 愛知県名古屋市守山区出身。
- 愛知県立守山高等学校卒業。
- 身長168cm、体重72kg、血液型B型。
- 本名：野田 祐介（のだ ゆうすけ）
- 旧芸名：アイアム野田（あいあむのだ）
- スクールJCA7期出身。かつては同期の加藤憲（後にエレファントジョンを結成）とコンビ『チャップメン』を組んでいた（1998年結成、2004年解散）。
- おおかわらなどからも言われるようにキャラが濃く、ネタでも活かされている。漫才では野田がメインになることが多い。
- 東京03のコント「お礼させて下さい」に登場する失礼な同僚のモデル。このネタが東京03のライブで演じられると知って後輩に自分の手柄のように話した上、「（もっとメインかと思ったのに）2番目にやるとは思わなかった」とネタ順にケチをつけて飯塚悟志の怒りを買った。
- キングオブコント2011決勝進出後にバイトを辞めるも、2012年に改めて家具を作るバイトを始めた。
- 2012年3月15日の事務所ライブで、芸名を「アイアム野田」に改名したことを公表した。
- 2012年10月9日放送『リンカーン 総勢52人!～芸人大運動会SP～』（TBS）収録時に、緊張とお茶の飲みすぎなどが重なって足元に水溜まりができるほど盛大に失禁し、その模様が事前番組で放送された。また、その後の『爆笑レッドカーペット』の出演オーディションの時には、ネタ中に力みすぎて軽く脱糞したこともあったという。
- 額にしこりがあったが、2013年6月17日に手術で除去した。その模様は相方たちによって撮影され、2013年7月28日のトークライブ「鬼トーク2013.7月＠NakedLOFT」で公開された。当初は骨が出っ張っていると言われ手術も大がかりなものになる予定だったが、脂肪腫だと判明し、おおかわらは一気に興味を失った。
- 2024年9月の単独ライブにて、現在の芸名に改名。

おおかわら（1977年5月31日 - ）（48歳）
主に小ボケ・リーダー担当、立ち位置は中央。
- 埼玉県蓮田市出身。
- 早稲田大学係属早稲田実業学校中等部卒業、早稲田大学中退。
- 身長170cm、体重62kg、血液型B型。
- 本名及び旧芸名:大川原 篤史（おおかわら あつし）
- スクールJCA7期出身。かつては同期のガッテン森枝（元エレファントジョン、現在は引退）とコンビ『アメデオ』を組んでいた（1998年結成、2004年解散）。
- 四谷大塚で毎週行われるテストで全国1位になったことが3度ある。しかし、中学入試では国語と算数の2教科のみを受験したため、理科・社会の問題にはめっぽう弱い。
- プロ野球のマスコット・ムーミン・世界名作劇場・マイケル・ジャクソンに造詣が深い。
- ゲッターズ飯田のアドバイスにより、2011年11月21日に現在の芸名に改名した。
- 彼女に対して強い甘えん坊な一面があり、それにちなんで、2013年9月12日放送『アメトーーク!』（テレビ朝日）の「彼女の前では甘えん坊芸人」ではリーダーを務めた。
- ドラマ『目玉焼きの黄身 いつつぶす?』では、あやの（本田兄妹）と共に漫才監修を担当している。

アイアム和田 （あいあむわだ、1978年8月17日 - ）（46歳）
主にツッコミ担当、立ち位置は向かって右。
- 神奈川県出身。
- 神奈川県立岡津高等学校（現在の神奈川県立横浜緑園高等学校）卒業。
- 身長169cm、体重70kg、血液型B型。
- 本名及び旧芸名：和田 貴志（わだ たかし）、旧々芸名：和田 戦車（わだ せんしゃ）。
- スクールJCA8期出身。
- かつてはコンビ『CUBE』や『シンガポールママ』を組んでいた。
- 2007年7月28日、人力舎の公式サイトで新メンバーとして加入する旨が発表された。
- ネタではツッコミを担当していることもあり、2人より濃いキャラを演じる機会は少ないが、オチを担当することもする。
- 上田浩二郎（Hi-Hi）の家に居候していたが、2011年10月31日に1人暮らしを始めた。
- 怪談話などを多く持ち、それに関するライブにも多く出演している。実家には和田自ら「お化け屋敷」というくらい霊が出ていた（現在は引っ越している）。
- 舌が大きいという理由から、若干滑舌が悪い時がある。おおかわらにはしばしば「綿を含んでいる」と言われる。
- 前歯が下唇を貫通したことがある。
- プロバスケットボールチーム 横浜ビー・コルセアーズの熱心なファンで、同チームの試合中継などではしばしば観客席で姿が見切れている。
- 一般人に交じって横浜ビー・コルセアーズの会場設営のボランティアスタッフとして働くこともある。
- 3x3バスケットボールチーム・BEEFMAN.EXEのオフィシャルアンバサダーに就任。
- 2013年3月13日、入籍をトークライブおよび自身のTwitter上で発表したが、1年後に離婚。離婚の原因は、妻が東ブクロ（さらば青春の光）と不貞行為を働いたため。発覚後、和田は別れるつもりはなかったものの、妻を抱いた瞬間に東ブクロの顔がフラッシュバックしたため、離婚を決意した。
- 2024年9月の単独ライブにて、現在の芸名に改名。

### 元メンバー
浅沼 達朗（あさぬま たつろう、1977年6月4日 - ）（48歳）
ツッコミ担当。
- 東京都新宿区出身。
- 早稲田大学第一文学部卒業。
- 血液型O型。
- 元ニッポン放送社員、現在はTBSラジオ営業部在籍。
- おおかわらとは同級生だった。
- 2007年6月26日付で結婚を機に脱退し、芸人を引退した。しかし、このときの妻とは後に離婚し、後にフリーアナウンサーの棚橋麻衣と再婚。
- 鬼ヶ島初の単独DVDである「恐怖学園」では、映像特典である「お世話になった方々へ感謝の気持ちを伝えよう」に出演し、結成当時の思い出話や自身の現状を語った。

## 芸風
主にコント。キングオブコントでも準決勝まで進むなど結果を残し、同2011年大会では決勝進出を果たした。
コントの舞台は学校の教室であることが多い。本人たちは「はじめに作ったのが学生コントだったから、それから多く作っている」とのこと。
ネタは唐突な展開を見せるものが多く、本人たちによると「よくわかりづらい・自由だ」などと言われたりする。「一生操り人形になる」「石にされる」などブラックユーモアなのも特徴の1つ。
M-1グランプリへの出場経験があるなど漫才を演じることもあり、2009年には準決勝まで進出している。
野田の元相方である加藤は「鬼ヶ島が立ったあとの舞台は焼け野原だ」と比喩している。
高橋健一（元・キングオブコメディ）も上記と同様のことを述べているが、あくまで「良く言えば」とのこと。また、焼け野原という意味合いについては「爆笑を獲った、もしくはとんでもない空気になるからのどちらかで、どのみち次に舞台に出る人たちがかわいそうだから」と述べている。
トリオ内での役割はおおかわらが小ボケ及びリーダー、野田が大ボケ、和田がツッコミだと自称するが実際には設定自体が不条理なコントが多く（和田曰く「『違うだろ!』ってツッコんじゃうと、全部違うということになってしまう」）、ボケ・ツッコミの役割も展開によって変わる。

## エピソード
- 2004年、野田・おおかわら・浅沼の3人でトリオ結成。野田とおおかわらがそれぞれ組んでいたコンビを解散した際、コンビを結成しようと思ったがツッコミが欲しかったためおおかわらの大学時代の知り合い（友達の友達）であった浅沼を加入させた（おおかわらと野田の元相方もほぼ同時にコンビ『エレファントジョン』を結成）。
- 2007年6月の浅沼が結婚を期に脱退し、芸人も引退。同年7月に和田が加入し現行メンバーとなる。
- トリオの仲がよく、また3人ともキングオブコメディや鈴木拓（ドランクドラゴン）と仲が良い。野田は相方2人のことを「友達」と称している[8]。
- 『ぐるぐるナインティナイン』（日本テレビ）のネタ見せ企画「おもしろ荘へいらっしゃい!」へ出演するも、同企画初のお蔵入りとなった。番組スタッフが気を遣って食事へ連れて行ってくれたという[9]。
- キングオブコント2011にて初の決勝進出。同大会では2009・2010年と2年連続でプロダクション人力舎の芸人が優勝したこともあり、同じく人力舎所属の彼らにも優勝を期待する声が強かったが1stラウンドでは「担任に腹話術人形にされてる転校生」を披露し、3位という好成績で折り返すものの2ndラウンドでは「ホスト風な転校生」という、1本目と大まかな設定（転校生）が同じだったのも影響したか点数が伸びず、結果は5位だった。1stラウンド終了時にはそのネタの有り様から、MCの松本人志（ダウンタウン）に「オンエアできるのか?」とツッコまれた。
- メンバー全員がグループの結成、解散を経験している（野田〈元チャップメン〉、おおかわら〈元アメデオ〉、和田〈元CUBE〉）。これは吉本興業所属のトリオ・パンサーも同様。
- 野田とおおかわらは視力が低く、レーシック手術を受けた。同日で一緒に受けて野田は「目の1つや2つ無くなってもいい」と堂々としていたが、おおかわらは恐怖のあまり絶叫したという。
- 3人ともパチスロ好き。野田とおおかわらは連敗すると「いつまでもこんなことやってても仕方ないから一緒にやめよう」と言ってやめるが、結局こっそりやっていて勝った方が和田にこっそり「勝ってる」と自慢してくるらしい。和田はパチスロをやめる気は一切なく、最近では競馬にもハマっている。

## 略歴
- ボケをしたいというおおかわらの希望でアメデオ解散後、チャップメンを解散した野田と『鬼ヶ島』を結成。その後、浅沼が加入しトリオとなる。
- 2004年9月3日、初舞台。
- 2007年6月26日を以て浅沼が脱退し、同時に芸能界を引退する。
- 2007年7月、CUBEを解散しピン芸人『和田戦車』を経てコンビ『シンガポールママ』として活動していた和田が加入（2007年7月28日、事務所公式HPにて発表）。
- 2011年、キングオブコントで初となる決勝へと進出し、結果は5位。
- 2013年、キングオブコントで準優勝を果たした。
- 2023年、鬼ヶ島・岡野陽一・吉住でユニット『終末救済旅行団体「Mother＆Father」』を結成。研修生として永田敬介を迎え、同年6月9日にライブ「地球大爆発」を東京・シアターマーキュリー新宿にて開催[10]。
- 2024年9月9日、新宿ロフトプラスワンにてトークライブ「鬼トーク ～祝！結成20周年スペシャル」を開催。その際に10年振りの単独公演『47才の転校生』を開催すると共に、和田貴志が「アイアム和田」、アイアム野田が「野田勉」に改名する事を発表。また同時にYouTubeチャンネル「鬼ヶ島ホラーチャンネル」の開設、おおかわらが犬を飼い始めたこと、おおかわらの愛犬・はるまきくんが単独ライブに出演することが発表されている[4]。

## 賞レース

### M-1グランプリ
- M-1グランプリ2005 3回戦進出
- M-1グランプリ2006 3回戦進出
- M-1グランプリ2007 2回戦進出
- M-1グランプリ2008 3回戦進出
- M-1グランプリ2009 準決勝進出
- M-1グランプリ2010 3回戦進出

### R-1ぐらんぷり
- R-1ぐらんぷり2007 2回戦進出（野田。"野田オリンピック"名義で出場）
- R-1ぐらんぷり2008 2回戦進出（野田。"あの野田"名義で出場）
- R-1ぐらんぷり2010 1回戦敗退（和田。"セクシー和田"名義で出場）
- R-1ぐらんぷり2010 2回戦進出（野田。"鬼ヶ島野田"名義で出場）
- R-1ぐらんぷり2011 1回戦敗退（野田。"野田オリンピック"名義で出場）
- R-1ぐらんぷり2011 2回戦進出（和田。"セクシー和田"名義で出場）

### キングオブコント
- キングオブコント2008 準決勝進出
- キングオブコント2009 準決勝進出
- キングオブコント2010 準決勝進出
- キングオブコント2011 決勝5位
- キングオブコント2012 準決勝進出
- キングオブコント2013 決勝2位
- キングオブコント2014 準決勝進出
- キングオブコント2016 準決勝進出[11]

## 主な出演

### テレビ番組
- エンタの天使（日本テレビ）- 2008年5月7日（第4回）、キャッチコピーは「笑いのバミューダトライアングル」
- 爆笑オンエアバトル（NHK総合）戦績1勝5敗 最高417KB
  - 野田・おおかわら・浅沼時代に2回、それ以降は浅沼脱退・和田加入後で参戦。初オンエアは和田加入後。
  - また野田はチャップメン時代、おおかわらはアメデオ時代、和田はCUBE時代にもオンエアを果たしている。
- オンバト+（NHK） - 戦績3勝4敗 最高493KB
- お台場お笑い道（フジテレビONE、2005年6月26日）
- リンカーン（TBSテレビ）
- 文化放送ライオンズナイター内中継コーナー「所沢・生でQ!」
- 関根&優香の笑うシリーズ（テレビ朝日）
- ドランキュ!（テレビ静岡）
- バカヂカラ（東京MXテレビ）
- 今田耕司プレゼンツ 鶴瓶vs未知数芸人 俺の相方誰やねん!?スペシャル（関西テレビ）- 2010年1月2日
- エンタの神様（日本テレビ）- 2010年2月13日初出演、キャッチコピーは「やって来た危険人物」
- 白黒アンジャッシュ（千葉テレビ）
- おぎやはぎnoだっぴんぐ（テレビ静岡）
- エレファントJoyToy（テレビ静岡）
- 新世紀ネタキング決定戦（TOKYO MX、2010年10月7日）
- キャくれ家（朝日放送テレビ、2010年10月8日）
- ジャガイモン（テレ朝チャンネル、2010年12月9日）
- 初詣!爆笑ヒットパレード（フジテレビ、2011年1月1日）
- ピラメキーノ（テレビ東京、2011年5月27日）- コドモ-1 GPにて子供相手にネタを披露するも伝わらず、0ポイント。
- 人志松本の○○な話（フジテレビ、2011年9月9日）- 「好きなものの話〜ハマっている芸人編〜」にて、塚地武雅（ドランクドラゴン）の推薦で出演。
- 内村TBS（TBS、2011年10月14日）
- はねるのトびら（フジテレビ、2011年10月19日）- 「落ちめっこ」のコーナーにて、野田のみ登場。
- さまぁ〜ZOO（テレビ東京、2011年10月19日・11月30日）
- 撮れ高次第（TOKYO MX、2011年10月25日）
- 真夜中のアカン警察（フジテレビ、2011年12月9日・2012年5月4日・2012年9月28日）- 特番の宣伝も兼ねた「アカン警察」の若手芸人版として深夜帯で放送。
- ブラマヨとゆかいな仲間たち アツアツっ!（テレビ朝日、2011年12月10日）
- 新春レッドカーペット（フジテレビ系、2012年1月1日） - キャッチコピーは「ついてくるなら笑わせましょう」
- Good Living（日本海テレビジョン・TOKYO MX → BS朝日）
- ゴッドタン（テレビ東京、2012年5月26日・6月2日）
- 今夜野宿になりまして（独立局、2012年） - 陸の孤島中級編で出演
- 爆笑 大日本アカン警察（フジテレビ、2012年12月2日）
- 教訓のススメ（フジテレビ）野田のみ
- FNS27時間テレビ めちゃ²ピンチってるッ! 1億2500万人の本気になれなきゃテレビじゃないじゃ〜ん!!（フジテレビ、2015年7月26日） - 「お台場のカイダン 本当にあったフジ縛霊の怖い話」のコーナーに出演。
- 前略、西東さん（中京テレビ） - 2018年4月28日[12]
- 中居正広の金曜日のスマイルたちへ（TBSテレビ）- 2020年12月25日「今年色々あったよ人力舎芸人総勢43名大集合SP」に出演。

### テレビドラマ
- 牙狼-GARO- -魔戒ノ花-（テレビ東京系、2014年4月25日）ナカタ役（野田）
- 三都IDOL物語（6月24日、HTB、メ〜テレ、KBC） - アイドルオタク 役（野田）[13]

### 映画
- 珍遊記（2016年2月27日） - 中村たけし 役（アイアム野田）、張明 役（おおかわら）　※ おおかわらはスタッフとして脚本も担当[14]。

### インターネット配信
- 内村さまぁ〜ず（内さま.com、2008年11月15日、2011年10月15日、2013年11月11日）
- ポコ生（ニコニコ生放送（ポコダン公式チャンネル）・YouTube LIVE、2014年10月29日 - ） - MC
- よゐこのカラダで調べる7〜8の事（AbemaTV、2016年3月10日 - 2017年2月5日）野田のみ
- 今年の垢を落とすぞ！よゐこ濱口が素人娘の家を12時間ハシゴ風呂！（2016年12月30日 - 12月31日、AbemaPremierチャンネル）[15] 和田のみ
- カチコチTV（2021年2月26日 - 、FANZA見放題chライト）野田のみ準レギュラー
- 春のパンツまつり2021（2021年3月30日、春のパンツまつり公式サイト） - パンツ研究家 役（野田のみ）
- 素顔のわたしレシピ（2022年1月28日 - 、YouTube）- おおかわらのみ天の声で出演
- エロキン(2021年8月 - 、Amazon Prime Video) - おおかわらのみ

### ラジオ
- ゴチャ・まぜっ天国!（MBSラジオ、2015年1月8日- ）おおかわらのみ
- JYU-KEN Presents 健者の砦（Podcast、2021年12月7日 - ）和田のみ

## 単独ライブ
- 鬼ヶ島初単独ライブ「ファンタジーゾーン」（2009年5月10・11日、ウッディシアター中目黒）
- 鬼ヶ島単独ライブ「地獄への通学路」（2011年12月17・18日、座・高円寺2）
- 鬼ヶ島単独ライブ「鬼ヶ島 イン ワンダーランド」（2014年7月25・26日、東京キネマ倶楽部）

## 作品
- 鬼ヶ島 恐怖学園　2012年1月25日発売（コンテンツリーグ）
- 鬼ヶ島 地獄への通学路　2012年9月26日発売（コンテンツリーグ）